# Островно (Ленинградская область)
Островно — деревня в Волошовском сельском поселении Лужского района Ленинградской области.

## История
Впервые упоминается в писцовых книгах Шелонской пятины 1571 года, как деревня Островня — 2 обжи у озера Островенского, в Бельском погосте Новгородского уезда.
Деревня Островно у озера Островенского, обозначена на карте Санкт-Петербургской губернии Ф. Ф. Шуберта 1834 года.

ОСТРОВНО — деревня принадлежит действительной статской советнице Анне Титовой, число жителей по ревизии: 84 м. п., 87 ж. п. (1838 год)

Деревня Островно отмечена на карте профессора С. С. Куторги 1852 года.

ОСТРОВНО — деревня господина Лаврова, по просёлочной дороге, число дворов — 17, число душ — 94 м. п. (1856 год)

ОСТРОВНО — деревня, число жителей по X-ой ревизии 1857 года: 101 м. п., 95 ж. п. (из них дворовых людей — 3 м. п., 1 ж. п.)

ОСТРОВНО — деревня владельческая при озере безымянном, число дворов — 18, число жителей: 95 м. п., 96 ж. п. (1862 год)

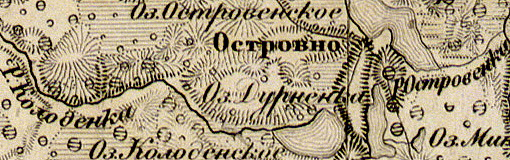
Деревня Островно на карте 1863 года

В 1869—1870 годах временнообязанные крестьяне деревни выкупили свои земельные наделы у М. А. де Траверсе и стали собственниками земли.
В 1871—1872 годах временнообязанные крестьяне выкупили свои земельные наделы у С. Я. Гавриловой и М. В. Трусевич.

ОСТРОВНО — деревня Островенского общества Бельско-Сяберской волости, согласно подворной описи 1882 года:
  
домов — 67, душевых наделов — 95,  семей — 44, число жителей — 137 м. п., 140 ж. п.; разряд крестьян — собственники

В XIX — начале XX века деревня административно относилась к Бельско-Сяберской волости 4-го земского участка 2-го стана Лужского уезда Санкт-Петербургской губернии.
По данным «Памятной книжки Санкт-Петербургской губернии» за 1905 год деревня Островно входила в Островенское сельское общество.
С 1917 по 1927 год деревня находилась в составе Островенского сельсовета Бельско-Сяберской волости Лужского уезда, затем в составе Лужского района.
По данным 1933 года деревня Островно являлась административным центром Островенского сельсовета Лужского района, в который входили 5 населённых пунктов: деревни Белая Горка, Загорье, Заклинье, Олешно, Островно, общей численностью населения 1128 человек.
По данным 1936 года в состав Островенского сельсовета входили 4 населённых пункта, 248 хозяйств и 4 колхоза.
C 1 августа 1941 года по 31 января 1944 года деревня находилась в оккупации.
В 1961 году население деревни составляло 101 человек.
С 1 мая 1965 года, в составе Волошовского сельсовета.
По данным 1966, 1973 и 1990 годов деревня Островно также входила в состав Волошовского сельсовета.
По данным 1997 года в деревне Островно Волошовской волости проживали 76 человек, в 2002 году — 72 человека (русские — 95 %).
В 2007 году в деревне Островно Волошовского СП проживали 63 человека.

## География
Деревня расположена в юго-западной части района на автодороге 41К-145 (Ретюнь — Сара-Лог).
Расстояние до административного центра поселения — 12 км.
Расстояние до ближайшей железнодорожной станции Серебрянка — 23 км.
Деревня находится на южном берегу Островенского озера. К югу от деревни находятся озёра Колоденское и Дурненка.

## Демография
| 1838 | 1862 | 1961 | 1997 | 2007 | 2010 | 2017 |
| ---- | ---- | ---- | ---- | ---- | ---- | ---- |
| 171  | ↗191 | ↘101 | ↘76  | ↘63  | ↘52  | ↗53  |